# Otterville (Misuri)
Otterville es una ciudad ubicada en el condado de Cooper en el estado estadounidense de Misuri. En el Censo de 2010 tenía una población de 454 habitantes y una densidad poblacional de 358,47 personas por km².

## Geografía
Otterville se encuentra ubicada en las coordenadas 38°42′11″N 93°0′10″O / 38.70306, -93.00278. Según la Oficina del Censo de los Estados Unidos, Otterville tiene una superficie total de 1.27 km², de la cual 1.27 km² corresponden a tierra firme y (0%) 0 km² es agua.

## Demografía
Según el censo de 2010, había 454 personas residiendo en Otterville. La densidad de población era de 358,47 hab./km². De los 454 habitantes, Otterville estaba compuesto por el 96.26% blancos, el 1.32% eran afroamericanos, el 0.66% eran amerindios, el 0% eran asiáticos, el 0% eran isleños del Pacífico, el 0% eran de otras razas y el 1.76% pertenecían a dos o más razas. Del total de la población el 1.1% eran hispanos o latinos de cualquier raza.